# Chassiecq
 Chassiecq  es una comuna y población de Francia, en la región de Poitou-Charentes, departamento de Charente, en el distrito de Confolens y cantón de Champagne-Mouton.
Está integrada en la Communauté de communes du Confolentais .

## Demografía[2]
| 660 | 554 | 601 | 758 | 665 | abs. | 633 | 642 | 650 | 594 | 607 | 580 | 621 | 637 | 591 | 544 | 530 | 505 | 461 | 481 | 423 | 402 | 346 | 361 | 349 | 314 | 299 | 262 | 222 | 193 | 172 | 168 | 168 |
| Para los censos de 1962 a 1999 la población legal corresponde a la población sin duplicidades (Fuente: INSEE [Consultar]) |     |     |     |     |      |     |     |     |     |     |     |     |     |     |     |     |     |     |     |     |     |     |     |     |     |     |     |     |     |     |     |     |